# シャルロッテ・アマーリエ・フォン・ヘッセン＝ヴァンフリート

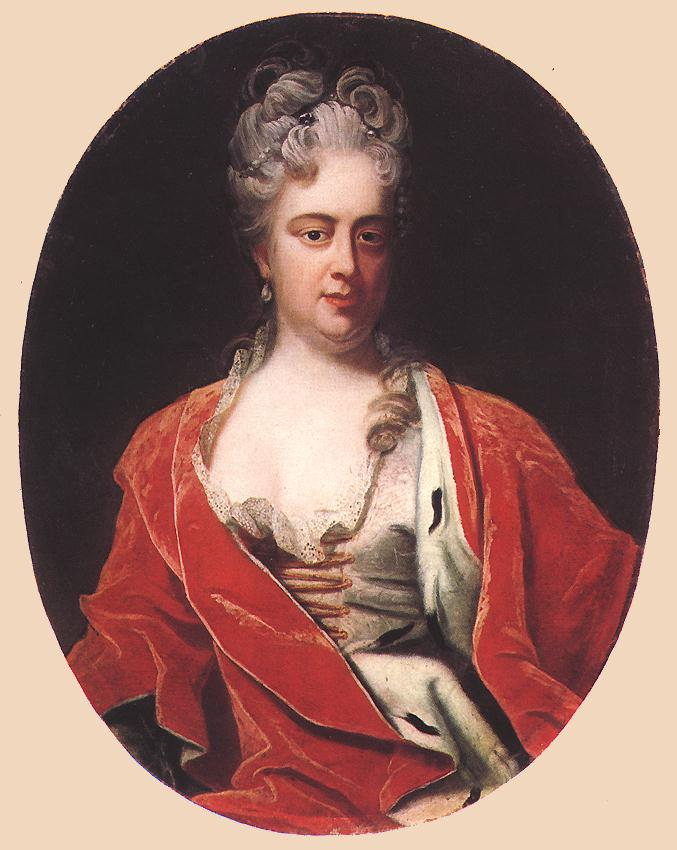
トランシルヴァニア公妃シャルロッテ・アマーリエ、ダーフィト・リヒター画

シャルロッテ・アマーリエ・フォン・ヘッセン＝ヴァンフリート（Charlotte Amalie von Hessen-Wanfried, 1679年3月8日 ヴァンフリート - 1722年2月18日 パリ）は、ドイツの諸侯ヘッセン＝ヴァンフリート家の公女で、トランシルヴァニア公ラーコーツィ・フェレンツ2世の妻。
ヘッセン＝ヴァンフリート方伯カールとその2番目の妻アレクサンドリーネ・ユリアーネ・ツー・ライニンゲン＝ダークスブルク（ヘッセン＝イッター方伯ゲオルクの未亡人）の間の長女として生まれた。1694年9月25日にケルンにおいて、シャーロシュ伯ラーコーツィ・フェレンツ2世と結婚した。夫は17世紀にトランシルヴァニア公位を世襲していたラーコーツィ家の当主で、1703年よりハプスブルク家の統治に反旗を翻して、ハンガリーの独立反乱（ラーコーツィの独立戦争）の最高指導者となった。
反乱の開始後、夫と離れて暮らすようになったシャルロッテは亡命中のトランシルヴァニア公妃の肩書で、ポーランドのワルシャワ宮廷やロシアのサンクトペテルブルク宮廷など、諸外国の宮廷に滞在しながら、奔放な暮らしを送った。1722年2月16日、歯痛に悩んでいたシャルロッテは抜歯をさせたが、その傷口が潰瘍となり高熱を出した。これを治療しようと医師が瀉血を行ったため、弱った彼女は2日後に亡くなった。
フェレンツ2世との間に3男1女の計4人の子女を儲けた。ただし第4子は夫との間の子ではなく、彼女の私生児である。
- リポート（1696年 - 1699年）
- ヨージェフ（1700年 - 1738年） - サン・カルロ侯爵、ムンカーチ公爵
- ジェルジ（1701年 - 1756年） - サンタ・エリザベッタ侯爵、マコヴィツァ公爵
- シャロルタ（1706年）